# Idiophthalma
Genre
Idiophthalma est un genre d'araignées mygalomorphes de la famille des Barychelidae.

## Distribution
Les espèces de ce genre se rencontrent en Amérique du Sud.

## Liste des espèces
Selon World Spider Catalog (version 14.0, 2013) :
- Idiophthalma amazonica Simon, 1889
- Idiophthalma ecuadorensis Berland, 1913
- Idiophthalma pantherina Simon, 1889
- Idiophthalma robusta Simon, 1889
- Idiophthalma suspecta O. Pickard-Cambridge, 1877

## Publication originale
- O. Pickard-Cambridge, 1877 : On some new genera and species of Araneidea. Annals and Magazine of Natural History, sér. 4, vol. 19, p. 26-39 (texte intégral).